# Кала-И-Мор
Кала-И-Мор (туркм. Galaýmor) — посёлок городского типа в Серхетабадском этрапе Марыйского велаята, Туркмения. Посёлок расположен на левом берегу реки Кушка, при железнодорожной станции Калаймор на линии Мары — Серхетабад.
Статус посёлка городского типа с 1947 года. В советское время в посёлке работал каракулеводческий совхоз.

## Население
| 1959 | 1970 | 1979 | 1989 |
| ---- | ---- | ---- | ---- |
| 5384 | 6148 | 6502 | 2675 |